# Королево (Вышневолоцкий район)
Королево (карел. Korol’ova) — деревня в Вышневолоцком городском округе Тверской области.

## География
Находится в центральной части Тверской области на расстоянии приблизительно 18 км по прямой на восток-северо-восток от города Вышний Волочёк.

## История
Была отмечена ещё на карте Менде (состояние местности на 1848 год). В 1859 году здесь (деревня Вышневолоцкого уезда) было учтено 18 дворов, в 1928 −30. До 2019 года входила в состав ныне упразднённого Дятловского сельского поселения Вышневолоцкого муниципального района.

## Население
Численность населения составляла 121 человек (1859 год), 0 как в 2002 году, так и в 2010.